# Phare de Fort Carroll

Le phare de Fort Caroll (en anglais : Fort Caroll Light) est un phare abandonné situé sur le mur de Fort Carroll (en), dans la rivière de Patapsco en baie de Chesapeake dans le Comté de Baltimore, Maryland. Il se trouve juste au sud-est de Francis Scott Key Bridge (Baltimore).

## Historique
La construction de Fort Carroll à partir de 1847 a mis en place un nouveau grand danger pour la navigation dans le chenal, et une maison de gardien avec une tour de phare a été construite en 1854 . À cette époque, le gardien de la lumière était le seul résident de l'île artificielle.
Le fort n’a jamais été achevé comme prévu, mais néanmoins, les modifications apportées aux fortifications ont entraîné un certain nombre de modifications de la lumière. La tour a été déplacée vers le sud-ouest du fort en 1875 et une nouvelle maison de gardien a été construite en 1888. La guerre hispano-américaine a donné lieu à un projet de modernisation des canons du fort en armes modernes de marine, ce qui a déplacé la tour sur le coin nord-ouest. En 1900, la tour fut à nouveau déplacée vers un emplacement plus central sur le mur ouest. Cette tour, une petite structure en bois carrée avec une cloche de brouillard, a survécu jusqu'à nos jours.
Le fort était stratégiquement obsolète presque avant le début des travaux et l'armée l'a finalement abandonné en 1921, un an après l'automatisation de la lumière en 1920. Le gouvernement fédéral a toutefois conservé la propriété, qui a été utilisée par les garde-côtes comme un champ de tir et des locaux temporaires pour les marins dont les navires étaient en cours de fumigation. À ce moment-là, la lumière avait été arrêtée. Divers projets de réutilisation ont suivi et, en 1958, la propriété a été vendue à Benjamin Eisenberg, un avocat de Baltimore qui avait l’intention de construire un casino sur place. Des problèmes juridictionnels ont permis de résoudre ce problème, et la propriété n'a jamais été utilisée à des fins commerciales. Dans sa négligence, le fort est devenu par défaut un refuge pour les oiseaux de mer. La lumière reste perchée sur les murs de la forteresse, mais dans un état de délabrement extrême.
Identifiant : ARLHS : USA-290 .

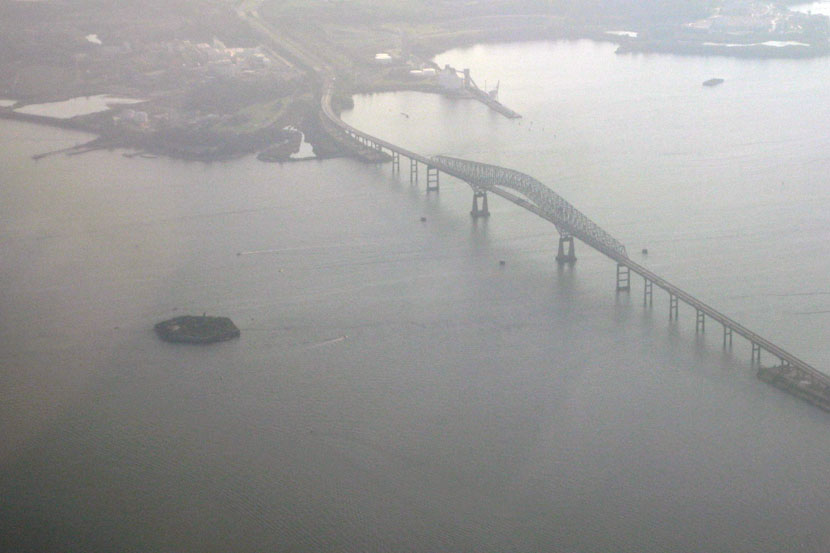
Position du phare (Francis Scott Key Bridge)
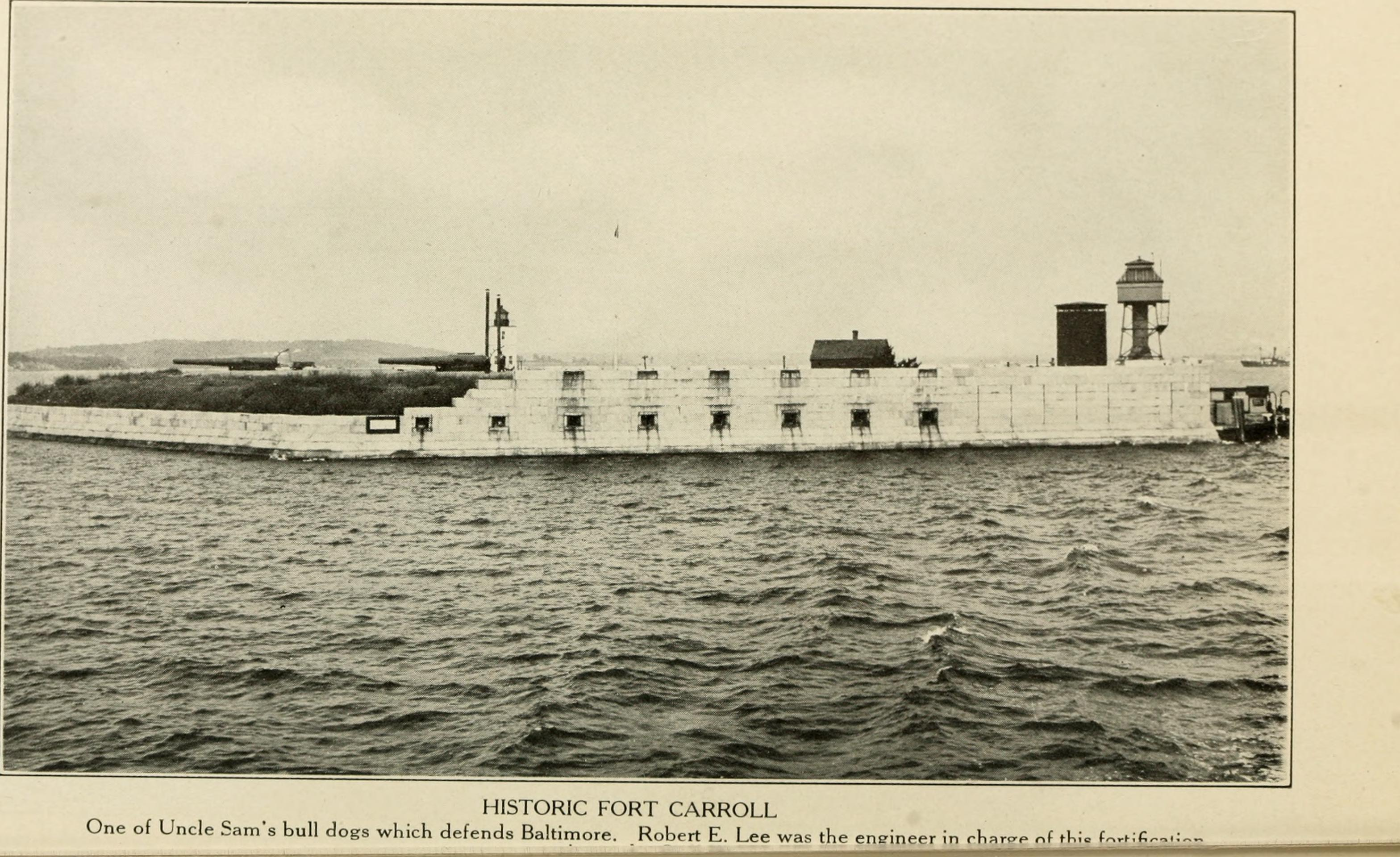
Le phare (1914)

### Lien connexe
- Liste des phares du Maryland